# Описательный метод
Описа́тельный ме́тод — вид научного метода, представляющий собой систему процедур сбора, первичного анализа и изложения данных и их характеристик. Описательный метод имеет применение во всех дисциплинах социально-гуманитарного и естественнонаучного циклов. Предельно широкая употребительность описательного метода в границах научного поиска обусловливается многоступенчатостью методологии современного научного познания, в иерархии которой описательный метод занимает первичные позиции (после наблюдения).

## Процедурные характеристики описательного метода
Традиционно принято выделять следующий состав процедур, системное применение которых обеспечивает результативность употребления описательного метода:
- исходным пунктом развёртывания описательного метода является формирование первичного предмета описания — признаков, параметров и характеристик объекта, маркирующихся в качестве значимых и существенных, и составляющих основной аналитический фокус наблюдения и описания (операции, осуществляемые в границах данной процедуры носят преимущественно аналитический характер);
- основной путь проходит через сбор, каталогизацию (типологизацию, систематизацию или распределение по категориям) материала (данных), открывающие возможность исследования его состава, структуры, характеристик, наиболее общих отношений между ними, а также предметно заданных качеств (распределение и поляризация данных по типам, классам, видам, родам или категориям, напротив, реализуется преимущественно в синтетическом ключе);
- материал, собранный и вторично переработанный по категориям, классам, группам, видам или типам подаётся на выход углублённого научного исследования;

Примером первичного описания, например топонимического (гидронимического) материала, могут служить списки рек, списки населённых пунктов, а при исследовании антропонимии — картотеки антропонимов (фамилий, имён, псевдонимов). Нередко на основе этих материалов создаются словари (каталоги, индексы) с той или иной степенью осмысления включённого в них материала.

## Традиционные нормы применения метода описания
Как правило, описание предваряет углублённое (собственно научное) исследование (или же является его первым этапом), поставляя образцы и материал для развёртывания дальнейших научных процедур и методов. Последовательное применение описательного метода предполагает следование следующему ряду традиционно принятых норм:
- строгая предметная оформленность избранного объекта описания;
- соблюдение последовательности в описании предметно заданных признаков, параметров и характеристик (качественных, количественных) материала, согласующихся c исследовательской задачей;
- упорядоченность во вторичной переработке собранного материала (процедуры группировки, классификации систематизации и т. д.);

## Описательный метод в контексте научной методологии
В области эмпирических научных методов описательный метод является необходимым (следуя после исходного первичного наблюдения), определяя в значительной мере успех работы в целом, развёртывающейся с использованием других методов, разрабатывающих, как правило, собранный и поставленный им материал в новых (собственно, научных) аспектах и новых (собственно, научных) предметных оформленностях. Нередко материал одного применения описания служит базой для проведения описания в совершенно ином аспекте. Описательный метод, как и другие методы исследования, исторически изменчив. Он расширяет границы своего применения, набор исследовательских приёмов и процедур в зависимости от развития общенаучной теории и практики.